# Ceel Garas (Galguduud)

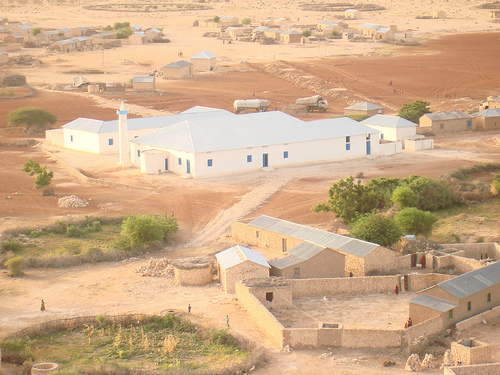
Ceel Garas met de nieuwe moskee

Ceel Garas (ook: Ceel-Garas, Ceelgaras)
is een dorp in het district Dhusamarreeb in de regio Galguduud in Centraal-Somalië.
Ceel Garas ligt 376 km ten noordoosten van Mogadishu, ruwweg halverwege Dhusamarreeb en Ceel Buur (El Bur), nl. 59,2 km ten noorden van Ceel Buur en 39,5 km ten zuiden van Dhusamarreeb. De dichtstbijzijnde dorpen zijn Elhele (7,8 km naar het noordoosten) en Ceel-Laheley (17,7 km naar het zuiden). Het aride gebied is relatief dunbevolkt en wordt gebruikt voor nomadische veeteelt. Ceel Garas ligt aan weerszijden van een brede wadi; er staan twee zendmasten. Aan de noordzijde van het dorp staat een groot gebouwencomplex met blauwe daken; mogelijk militair.
Uit persberichten valt op te maken dat Ceel Garas op 25 maart 2014 door de Afrikaanse Vredesmacht AMISOM en het Somalische leger werd bevrijd van de islamitische terreurgroep Al-Shabaab toen de troepen vanuit Dhusamarreeb naar het zuiden oprukten om Ceel Buur te bevrijden. De gevechten maakten deel uit van "Operation Eagle", een gemeenschappelijk offensief van AMISOM en het somalische regeringsleger in het voorjaar van 2014, bedoeld om terrein te heroveren op Al-Shabaab.

## Klimaat
Ceel Garas heeft het hele jaar een heet en droog klimaat met geringe temperatuurfluctuaties. De gemiddelde jaartemperatuur is 27,9 °C. April is de warmste maand, gemiddeld 29,7 °C; januari is het koelste, gemiddeld 26,7 °C. De jaarlijkse regenval bedraagt ca. 203 mm (ter vergelijking: Nederland ca. 800 mm). Er zijn twee duidelijke droge seizoenen: van december t/m maart en juni t/m september, en twee regenseizoenen: in april-mei (de zgn. Gu-regens) en oktober-november (de zgn. Dayr-regens). April, mei en oktober zijn het natst: in die 3 maanden valt meer dan 75% van de jaarlijkse neerslag. Overigens kan de neerslag sterk fluctueren van jaar tot jaar.